# ルワンダ解放民主軍
ルワンダ解放民主軍（ルワンダかいほうみんしゅぐん Democratic Forces for the Liberation of Rwanda、FDLR）は、ルワンダの反政府武装勢力。
2024年時点では、ルワンダ国内に主だった軍事拠点はなく、隣国のコンゴ民主共和国東部地域を活動の拠点としている。

## 概要
ルワンダ解放民主軍は、1994年のルワンダ虐殺で中心的な役割を果たしたルワンダの旧軍兵士およびフツ族住民が中心に結成された組織である。
隣国コンゴ民主共和国の北キブ州に拠点を築き武装闘争を開始したが、2010年現在はコンゴ民主共和国とルワンダの両国軍が共同で掃討作戦を実施するに至っているほか、国際連合コンゴ民主共和国安定化ミッションの平和維持部隊も対応に当たっている。

## 事件・戦闘
2008年12月5日、コンゴ民主共和国・ルワンダ両国の外相がFDLR解体に関する共同軍事計画について合意。翌年1月20日、約5,000人のルワンダ兵がコンゴ民主共和国領内に進駐して、コンゴ民主共和国軍共同掃討作戦を実施。
2010年9月7日、国際連合はコンゴ民主共和国東部の複数の村落で、2010年7月以降に多発した性的暴行にルワンダ解放民主軍も加わっていることを発表した。